# Gloria (serie televisiva 2024)
Gloria è una serie televisiva del 2024 scritta e diretta da Fausto Brizzi e tratta dalla sceneggiatura originale di Vorrei vedere te di Roberto Proia.

## Trama
Gloria Cicalone, in arte Gloria Grandi, è una delle dive indimenticate e pluripremiate del cinema italiano, che vuole tornare a recitare in film di qualità, perché è convinta di essere sprecata per le serie tv. Una delle sue più recenti e famose interpretazioni è la "dottoressa Palazzo", unico ruolo per il quale ormai viene riconosciuta dal pubblico e per questo, dopo numerose stagioni, decide di interromperne la serie.
Cinque anni dopo, tuttavia, Gloria non recita più, ha problemi economici, tanto da aver dovuto vendere la sua villa sulla via Appia, è delusa perché ormai gira solo spot pubblicitari e non si capacita di essere stata dimenticata dalle grandi produzioni.

## Episodi
| Stagione       | Episodi | Prima TV originale |
| -------------- | ------- | ------------------ |
| Prima stagione | 6       | 2024               |

## Personaggi e interpreti

### Personaggi principali
- Gloria Cicalone in arte Grandi, interpretata da Sabrina Ferilli.
Attrice che, dopo un momento di crisi, decide di tornare sulle scene.
- Manlio De Vitis, interpretato da Massimo Ghini.
È lo storico agente cinematografico di Gloria.
- Iole, interpretata da Emanuela Grimalda.
È l’assistente fidata di Gloria nonché sua tuttofare.
- Alessandro "Alex" Pellegrini, interpretato da Sergio Assisi.
È l’ex marito di Gloria.

### Personaggi secondari
- Emma Pellegrini, interpretata da Martina Lampugnani.
È la figlia ventenne di Alex e Gloria.
- Sergio Cicalone, interpretato da Luca Angeletti.
È il fratello di Gloria, insegnante privato di pianoforte e gay.
- Gabriele De Marchi, interpretato da Eugenio Franceschini.
È un social media manager che prima aiuta e poi ricatta Gloria.
- Lucilla Altieri, interpretata da Fiorenza D’Antonio.
È una giovane e talentuosa attrice che si propone a Manlio De Vitis di cui diventa compagna.
- Filippo, interpretato da David Sebasti.
È il compagno di Sergio ed è un maresciallo dei Carabinieri.
- Daniela, interpretata da Giorgia Salari.
È la compagna di Alex ed è soprannominata  “la noia” da Gloria.
- Ubaldo Fossati, interpretato da Massimo De Lorenzo.
È il primario di oncologia dell’ospedale Santa Chiara che sarà complice di Gloria e Manlio.
- Michele, interpretato da Adolfo Margiotta.
È un ex insegnante che Gloria ha modo di conoscere in ospedale dove anche lui è ricoverato.
- Paolo Conticini, interpreta se stesso.
È un collega e amico di Gloria.
- Sergio Rubini, interpreta se stesso.
È un collega di Gloria che viene avvicinato da Manlio per far ottenere all’attrice un provino.
- Lo Cascio, interpretato da Settimo Palazzo.
È un collega di Filippo.
- Ricky, interpretato da Filippo Laganà.
È l’assistente di Manlio.
- Morena, interpretata da Teresa Federico.
È una dipendente dell’agenzia di Manlio.
- Infermiera della clinica, interpretata da Federica Cifola.
- Ivano, interpretato da Vincenzo Iantorno.
È il cameriere della villa di Gloria.
- Domestica di Manlio, interpretata da Laura Canale.

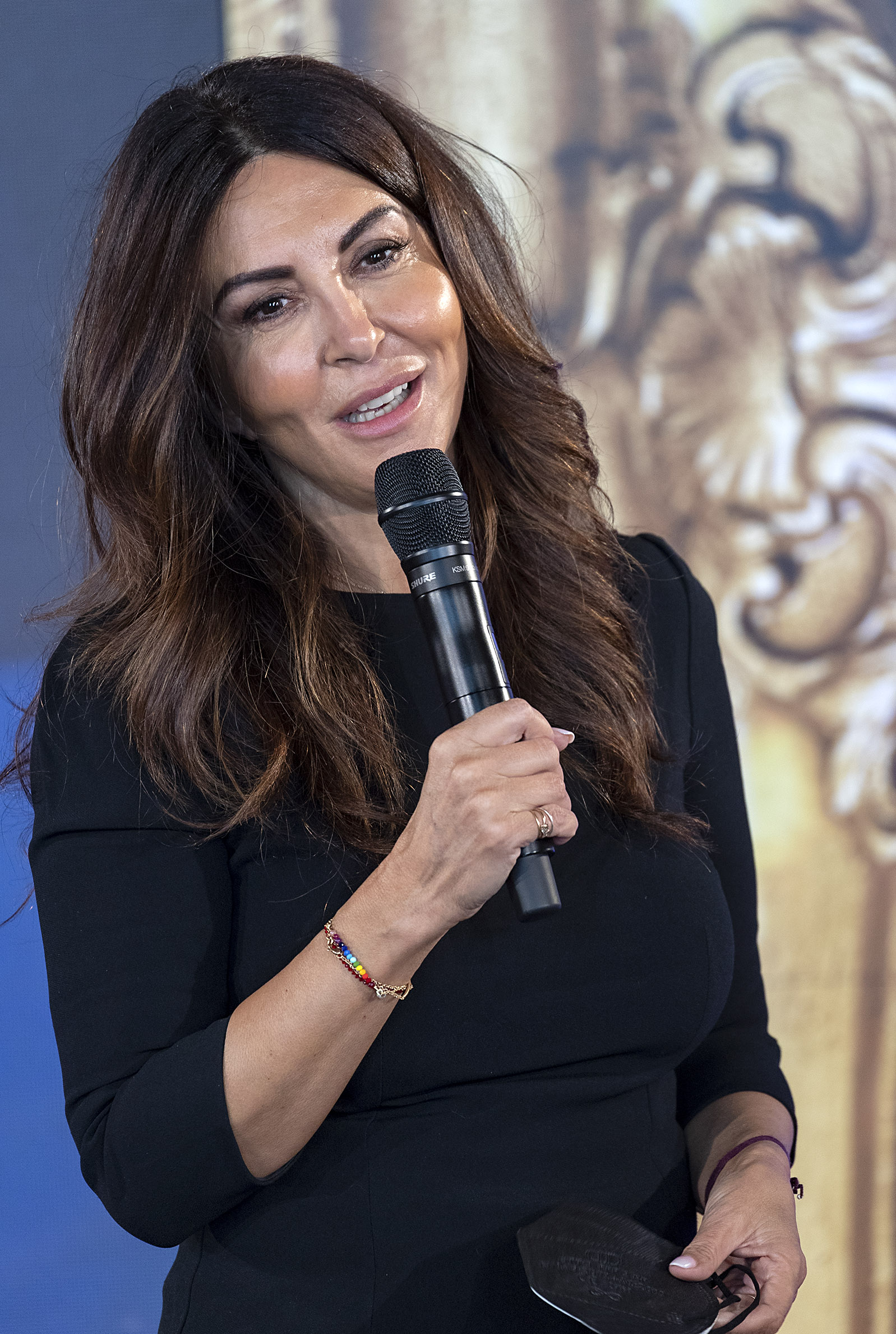
Sabrina Ferilli, interprete di Gloria Grandi
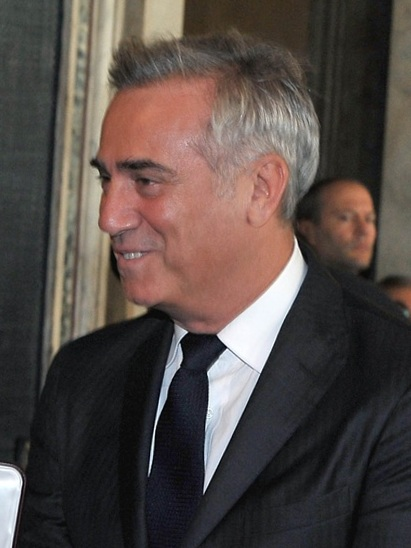
Massimo Ghini, interprete di Manlio De Vitis
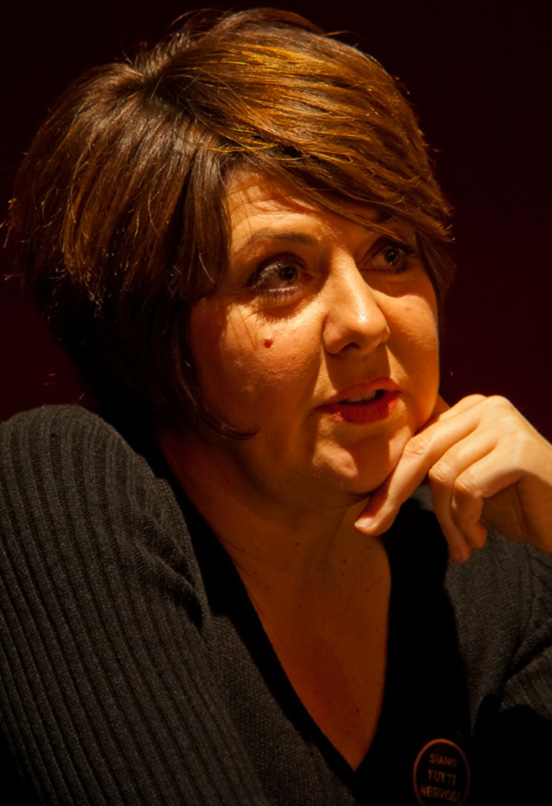
Emanuela Grimalda, interprete di Iole
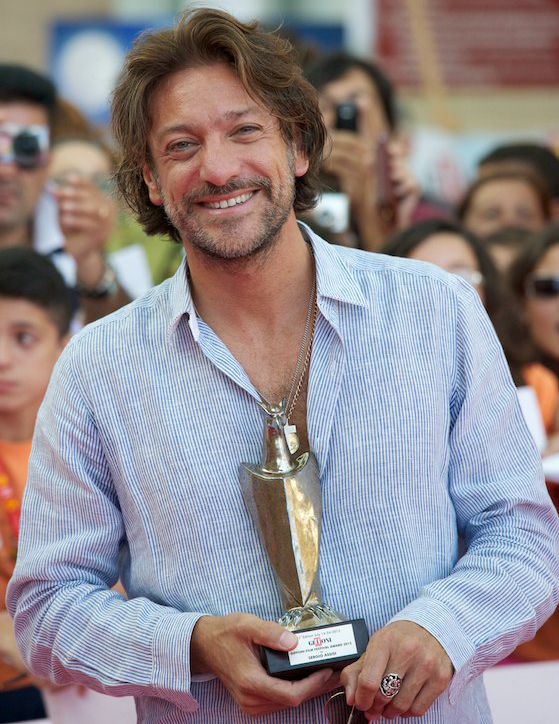
Sergio Assisi, interprete di Alex Pellegrini
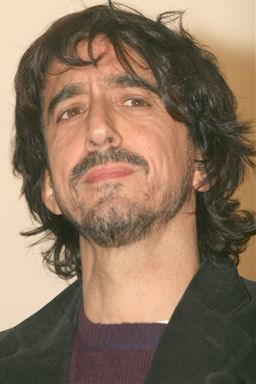
Sergio Rubini, che interpreta sé stesso

## Distribuzione
La serie viene trasmessa su Rai 1 in tre prime serate da due episodi ciascuno il 19, 26 e 27 febbraio 2024. Il primo episodio è stato pubblicato in anteprima sulla piattaforma streaming RaiPlay il 17 febbraio 2024.

## Accoglienza

### Critica
(Aldo Grasso, Corriere della Sera, 21 febbraio 2024)